# Tsubouchi Shōyō

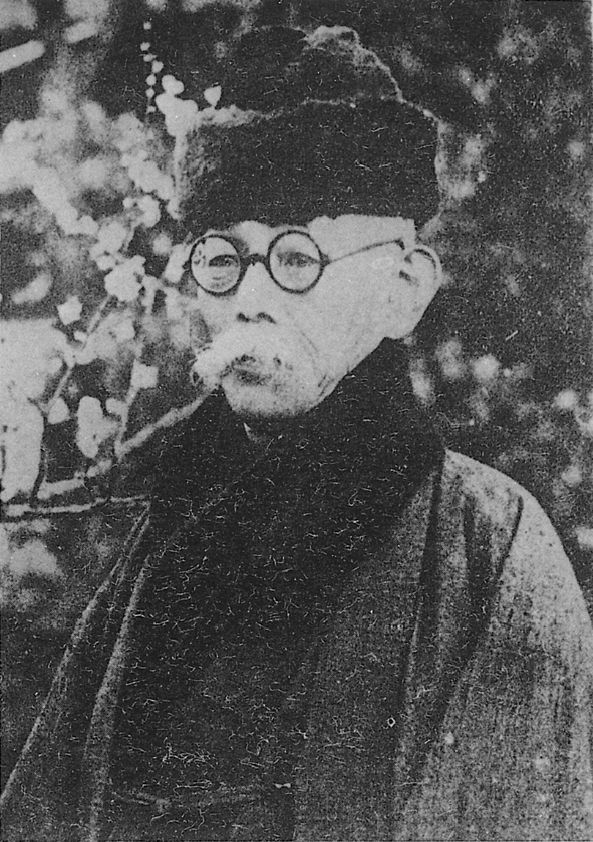
Tsubouchi Shōyō

Tsubouchi Shōyō (japanisch 坪内 逍遥; eigentlich 坪内 雄蔵 Tsubouchi Yūzō; * 23. Juni 1859 in Ōita, Mino (heute: Minokamo, Gifu); † 28. Januar 1935 in Atami) war ein japanischer Dramatiker, Erzähler und Übersetzer.

## Leben

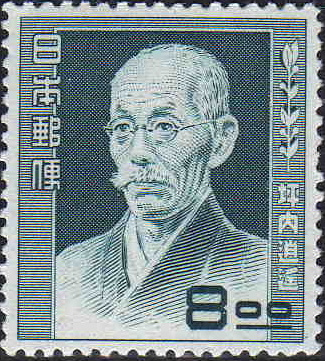
Briefmarke 1950

Tsubouchi Shōyō studierte englische Literatur an der Universität Tokio und wurde Professor an der Vorläufereinrichtung der heutigen Waseda-Universität zu Tokio. Hier gab er ab 1891 die Literaturzeitschrift Waseda Bungaku heraus.
Tsubouchi, der schon früh westliche Autoren gelesen hatte, begann seine Lieblingsschriftsteller zu übersetzen. Die krönende Tätigkeit war die Gesamtübersetzung der Dramen Shakespeares, die er von 1884 bis 1928 durchführte. Seine Beiträge zur Literaturkritik und sonstige Schriften waren beeinflusst durch diese frühen Übersetzungsarbeiten. In seiner Kritik drängte er auf Realismus, Objektivität, Charakterisierung, Einheitlichkeit und Ernsthaftigkeit der Darstellung. Diese Position fasste er in seiner literaturtheoretischen Schrift Shōsetsu Shinzui (小説神髄) zusammen. Er war der Meinung, die japanische Literatur könne ein höheres Niveau erreichen, wenn sie sich mehr der Gegenwart zuwende, mehr philosophische und psychologische Tiefe zeige. Um seine Vorstellungen zu demonstrieren, verfasste Tsubouchi zwischen 1885 und 1890 neun Novellen. Auch wenn keine dieser neun seine Ideen vollständig realisierte, so veränderten die besten unter ihnen, wie (一読三嘆 当世書生気質, Ichidoku Santan – Tōsei shosei katagi; 1885 bis 1886), die Entwicklung der Literatur in Japan.
Nach 1888 wandte sich Tsubouchi der Theaterkritik zu. Er setzte sich auch dort für Erneuerung ein, für eine Mischform aus westlichem und traditionell japanischem Theater. Zwischen 1894 und 1920 schrieb er Dutzende von Stücken, die seine Ideen illustrieren sollten. Mit der Ausnahme seines besten Stückes „Shinkyoku Urashima“ (新曲浦島) aus dem Jahr 1904, das auf dem Märchen Urashima Tarō beruht, verfehlte Tsubouchi sein Ziele. Immerhin wandelte sich das Theater in eine neue Richtung, das Shingeki.
1929 wurde Tsubouchi mit dem Asahi-Preis ausgezeichnet.

## Werk
- Shōsetsu shinzui (1885/86) – (Das Wesen des Romans)
- Tōsei shosei katagi (1885/86) – (Der Charakter der Studenten von heute)
- Makubesu hyōshaku (1891) – (Critical Notes on Macbeth)
- Wakaguni no shingeki (1893)
- Kiri hitoha (1894)
- Rokotsunaru byōsha (1904) – (True Depictions)